# Estación Diego de Rojas
Diego de Rojas es una estación ferroviaria ubicada en la localidad homónima, Departamento Río Primero, Provincia de Córdoba, Argentina.
En su edificio se encuentra en un buen estado de preservación.

## Servicios
Fue inaugurada en 1930 por el Ferrocarril Central Norte Argentino. En 1948 se transfirió al Ferrocarril General Belgrano. No presta servicios de pasajeros ni de cargas desde 1977. Sus vías e instalaciones están a cargo de la empresa estatal Trenes Argentinos Infraestructura.